# Linden-Dahlhausener Turnverein 1876/1888

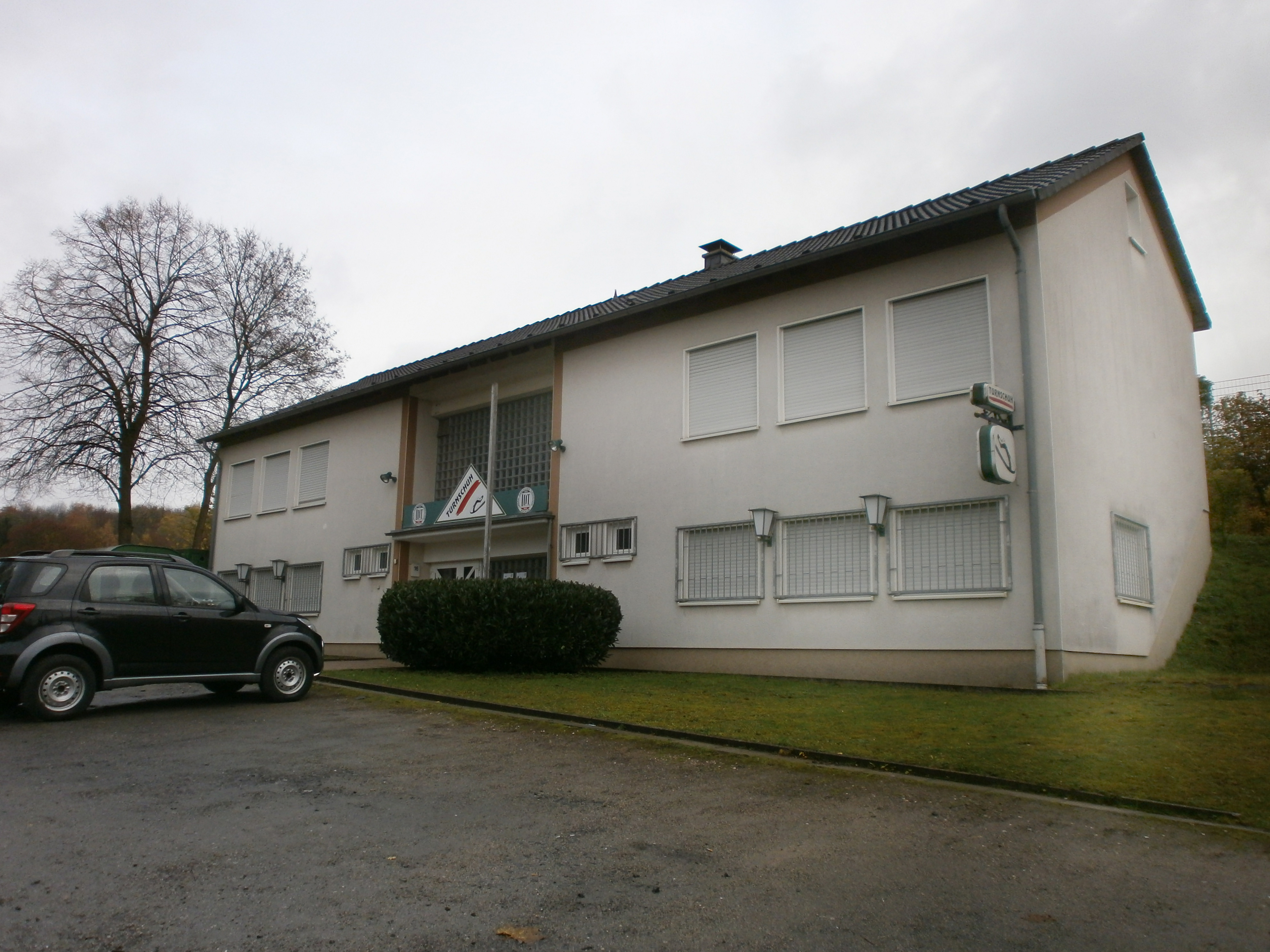
Vereinsheim „Turnschuh“

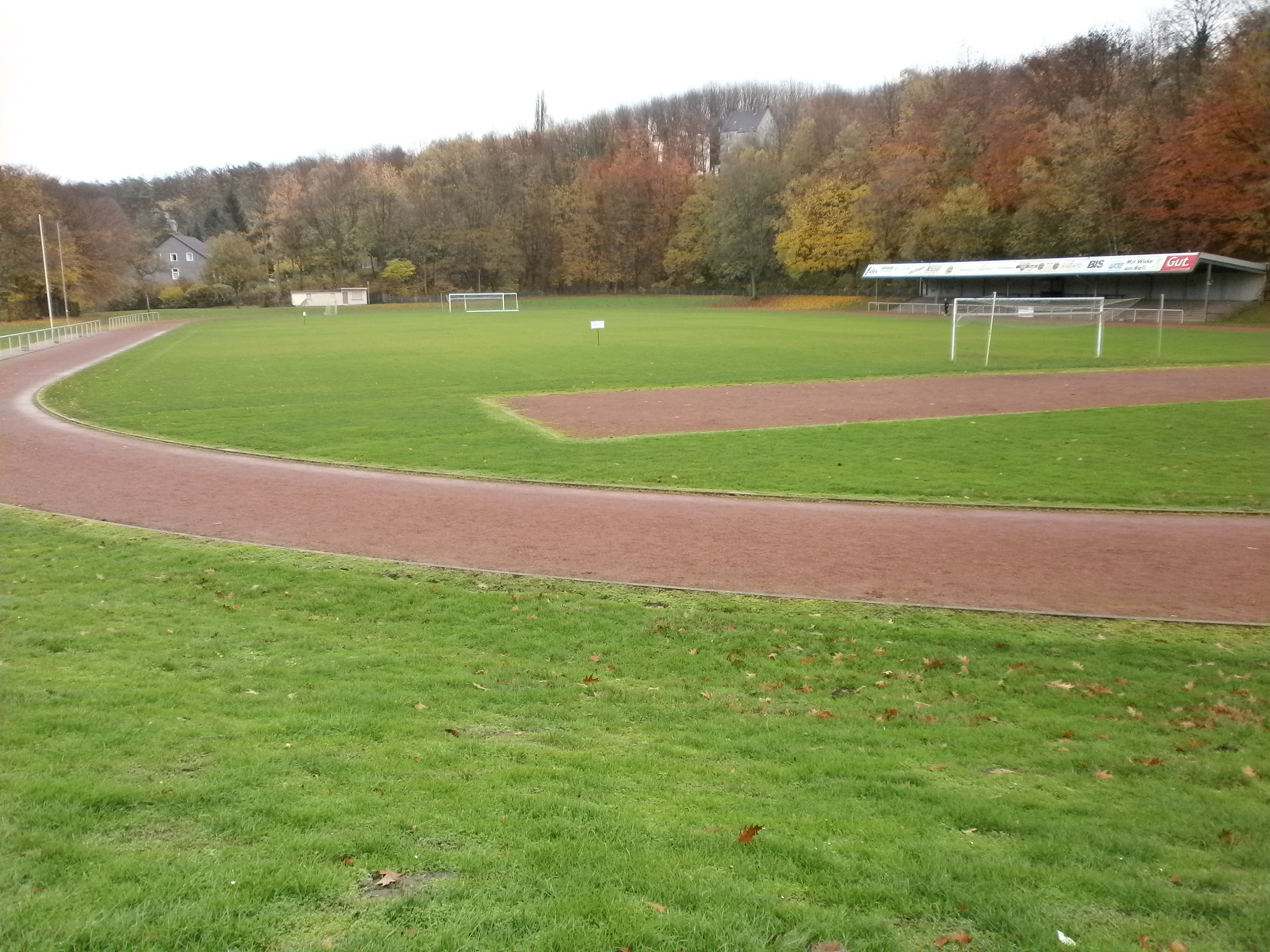
Sportplatz „Hasenwinkler Straße“

Der Linden-Dahlhauser Turnverein 1876/1888 e.V., kurz LDT Bochum, ist ein Sportverein in Bochum. Er bietet seinen etwa 1700 Mitgliedern Trainingsmöglichkeiten im Breitensport, Leistungssport und Gesundheitsbereich. An zehn Sportplätzen und Turnhallen im Bochumer Süden können die Mitglieder den verschiedenen Sportarten nachkommen. Der Verein wurde 1876 bzw. 1888 in der Gemeinde Linden gegründet. Geleitet wird der Verein von Rolf Dams.
Das Angebot umfasst: Triathlon, Turnen für Kinder, Gesundheitssport, Jazz Dance, Prellball, Fitnesssport, Aerobic, Wassergymnastik, Koronarsport, Zumba, Rhönrad, Wirbelsäulengymnastik, Tanzen, sowie Kurse zu Stressreduzierungs- und Entspannungstechniken. Das Angebot richtet sich an Personen zwischen drei und 80 Jahren.

## Geschichte
1876 gründete der Knappschaftsarzt und Geheime Sanitätsrat Ferdinand Krüger, Mitgründer des St. Josefs-Krankenhauses, einen Turnverein mit dem Namen „Linden-Dahlhauser Turnverein, Linden an der Ruhr“ in der Gemeinde Linden. In den Folgejahren des Aufbaus erhielt der Verein wesentliche Unterstützung von Carlos Otto, Industrieller und Mitbegründer der Dr. C. Otto & Comp. Im Rahmen der Industrialisierung hatte die Bevölkerung großes Interesse an sportlichen Aktivitäten neben der harten körperlichen Arbeit im Ruhrbergbau und den sonstigen Betrieben der Eisen- und Stahlerzeugung.

Im Jahre 1888 wurde der Ruhr-Turn-Club in Dahlhausen von Julius Schwindt, einem Bergarbeiterführer und Kampfgefährten von Heinrich Kämpchen, und weiteren Männern gegründet. 1974 entschieden sich die Vereine TV Linden und TV Einigkeit Dahlhausen zu einer Fusion, die 1975 stattfand.

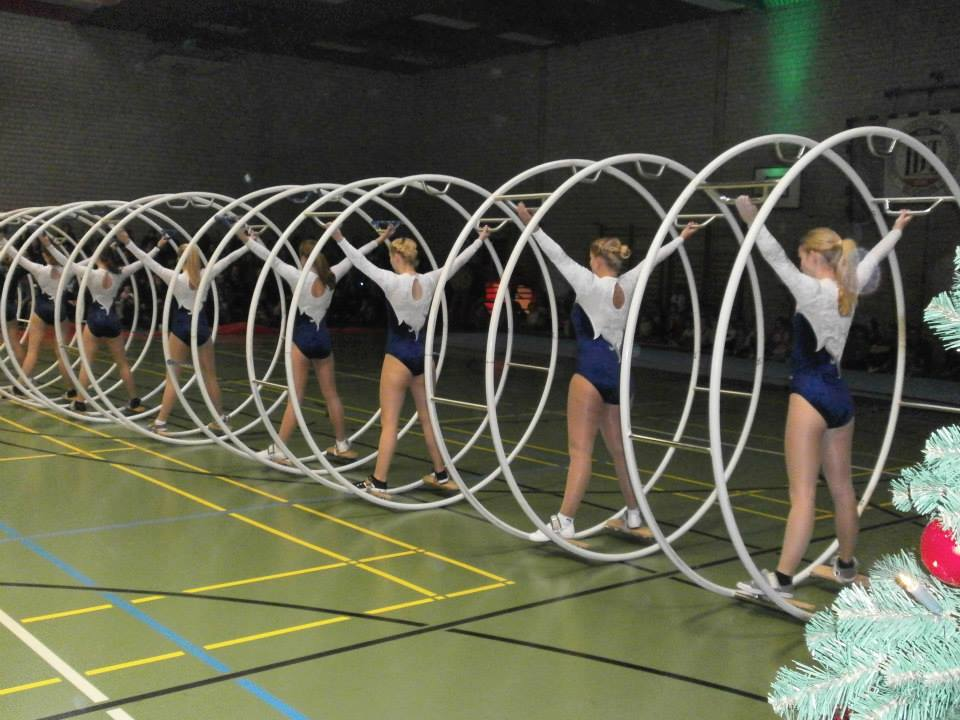
Auftritt des Rhönrad Teams beim Weihnachtsschauturnen im Dezember 2013

In den Jahren 2013 und 2015 wurde die Männermannschaft deutscher Meister im Prellball. Im Jahre 2022 wurde die Männermannschaft deutscher Meister im Prellball in der Altersklasse M30.